# Chitalu Chilufya
Chitalu Chilufya (* 15. Juli 1972) ist ein sambischer Politiker der Patriotic Front (PF).

## Leben
Chilufya absolvierte zunächst ein Studium der Medizin, das er mit einem Bachelor of Science (B.Sc.) sowie einem Master of Science (M.Sc.) beendete. Ein weiteres postgraduales Studium im Fach Management beendete er mit einem Master of Business Administration (M.B.A.), während er ein weiteres postgraduales Studium für öffentliches Gesundheitswesen mit einem Master of Public Health (M.Sc. Public Health) abschloss. Er war als Arzt tätig und wurde 2013 bei einer Nachwahl als Kandidat der Patriotic Front (PF) im Wahlkreis Mansa Central erstmals zum Mitglied der Nationalversammlung Sambias gewählt. Im Februar 2015 wurde er Vize-Gesundheitsminister (2015 bis 2016) und durch Präsident Edgar Lungu zum 11. August 2016 als Nachfolger von Joseph Kasonde in die Funktion des Gesundheitsministers von Sambia in das Kabinett Lungu berufen.
Am 24. Juni 2020 wurde er unter dem Vorwurf der Korruption festgenommen. Er konnte durch Vorlage einer Kaution bis zu einem festgesetzten Verhandlungstermin vor dem Amtsgericht in Lusaka wieder frei kommen.
Im Oktober 2022 wurde er und weitere Personen auf Veranlassung der sambischen Anti-Korruptionskommission festgenommen, weil man ihnen betrügerische Handlungen bei der Beschaffung medizinischer Güter vorwarf. Chilufya und die Mitbeschuldigten wurden bis zu einem Gerichtstermin gegen Kaution freigelassen.